# Твинкл
Линн Аннетт Рипли (англ. Lynn Annette "Twinkle" Ripley; 15 июля 1948 — 21 мая 2015), наиболее известная под псевдонимом Твинкл (англ. Twinkle) — британская эстрадная певица и автор песен, достигшая определённого успеха в 1960-х годах с песнями «Terry» и «Golden Lights».

## Ранние годы
Родилась в зажиточной семье в Сербитоне, графство Суррей. Обучалась в Queen's Gate School вместе с Камиллой Розмари Маунтбеттен-Виндзор.

## Карьера
Впервые Твинкл попала в студию звукозаписи в возрасте 16 лет благодаря Деку Класки, бывшему в то время её бойфрендом и лидером популярной вокальной группы The Bachelors. С Класки Твинкл познакомила её родная сестра — музыкальная журналистка, которая передала менеджеру Класки демодиск с записью выступления отца Твинкл. «Terry» — одна из подростковых драматических песен певицы, повествующая о гибели бойфренда в мотоциклетной аварии. В качестве сессионных музыкантов к записи были привлечены Биг Джим Салливан, Джимми Пэйдж и Бобби Грэхэм. За аранжировки отвечал Фил Коултер. Тема песни была характерна для той эпохи и имела общие черты с песней «Leader of the Pack» (1964) группы The Shangri-Las. Эта запись вызвала ажиотаж и получила негативные отзывы, а впоследствии и вовсе была запрещена Би-би-си.
Следующий сингл — «Golden Lights» — был также написан Твинкл, а би-сайд к нему — снова продюсером Томми Скоттом. К тому времени Твинкл разошлась с Класки и в 1965 году стала встречаться с Питером Нуном. Лирика стала выражать разочарование Твинкл в поп-бизнесе. Примером того может служить её трек «A Lonely Singing Doll» — англоязычная версия хита Франс Галль «Poupée de cire, poupée de son», в 1965 году победившего в конкурсе Евровидение и первоначально написанного Сержем Генсбуром. В песне «Johnny» вновь затронута проблемная тематика — на этот раз друг детства становится преступником. Тем не менее продюсеры отказались от собственных песен Твинкл в пользу написанной Скитером Девисом «Tommy» — вероятно, рассчитывая повторить коммерческий успех «Terry», написанной для американской вокальной группы Reparata and the Delrons, и «The End of the World», написанной также для Скитера Дэвиса. Твинкл выступила с несколькими живыми концертами и попала со своей песней «Terry» в ежегодный хит-парад New Musical Express. В 1966 году, после записи ещё шести синглов для лейбла Decca Records, она оставила сцену в возрасте восемнадцати лет.
В 1969 году Твинкл самостоятельно записала сингл «Micky» на лейбле Tamla Motown при поддержке вокальной группы Darby and Joan. Продюсером записи выступил Майком д’Або с лейбла Immediate. Данный сингл так и остался неопубликованным. В последующие годы, анонимно работая над музыкой для рекламы, Твинкл записала несколько песен, навеянных её отношениями с «Микки» — актёром и моделью Майклом Ханной, который погиб в авиакатастрофе в 1974 году. Эти записи оставались неизданными и в дальнейшем были включены в различные CD-компиляции. Позже певица записывалась уже под именем Твинкл Рипли (англ. Twinkle Ripley). В 1975 году она записала со своим отцом, Сидни Рипли, сингл «Smoochie», который был выпущен под названием Bill & Coo.
В 1980-е годы песня «Golden Lights» была перепета группой The Smiths и вошла в их сборники The World Won't Listen и Louder Than Bombs. В 1983 году вокальная группа Cindy & The Saffrons сделала кавер-версию на песню «Terry».
Позднее фотографические портреты Твинкл середины 1960-х годов были выставлены в Национальной портретной галерее.

## Личная жизнь
В 1972 году Твинкл вышла замуж за Грэхема Уилсона, известного как Грэхэм Роджерс, который снялся в рекламе шоколада Milk Tray. В семье родились двое сыновей — Майкл и Эмбер. Также Твинкл является тётей актрисы Фэй Рипли.

## Смерть
21 мая 2015 года Твинкл скончалась на острове Уайт после пяти лет борьбы с раком. Ей было 66 лет.

## Дискография

### Сиглы

#### Записанные на лейбле Decca
- Terry (Twinkle) / The Boy of My Dreams (Scott) (1964) UK No. 4
- Golden Lights (Twinkle) / Ain’t Nobody Home But Me (Scott) (1965) UK No. 21
- Tommy (Taylor, Bradtke, Daryll) / So Sad (Scott) (1965)[12]
- Poor Old Johnny (Twinkle) / I Need Your Hand in Mine (Scott) (1965)[13]
- The End of the World (Arthur Kent and Sylvia Dee) / Take Me to the Dance (Scott) (1965)
- What Am I Doing Here With You? (Sloan, Barri) / Now I Have You (Scott) (1966)

#### Записанные на лейбле Instant
- Micky / Darby And Joan (1969)

#### Записанные под псевдонимом Твинкл Рипли
- Days / Caroline (1974)
- I'm a Believer (1982)
- For Sale (1984)[14]

### EP
- Lonely Singing Doll (Decca, 1965) «A Lonely Singing Doll», «Unhappy Boy», «Ain’t Nobody Home But Me» и «Golden Lights»

### Альбом
- Little Star

### Сборники
- Golden Lights (1993)
- Golden Lights:Special Edition (2001)
- Michael Hannah: The Lost Years (2003)[15]